# Death Bell
Série
Death Bell 2
(2010)
Pour plus de détails, voir Fiche technique et Distribution.
Death Bell (고死: 피의 중간고사) est un film sud-coréen réalisé par Yoon Hong-seung, sorti en 2008.

## Synopsis
Un lycée high-tech réuni le temps d'un week-end vingt de ses meilleurs élèves. Pendant l'appel, l'une des étudiantes est mise à mort en direct sur l'écran de la salle de classe. C'est un tueur qui s'est introduit dans le lycée pour poser diverses questions aux élèves ; ceux qui ne sauront répondre mourront...

## Fiche technique
- Titre : Death Bell
- Titre original : 고死: 피의 중간고사
- Réalisation : Yoon Hong-seung
- Scénarios : Yoon Hong-seung et Kim Eun-kyeong
- Pays d'origine :  Corée du Sud
- Lieu de tournage :  Corée du Sud
- Langue : coréen
- Genre : Horreur, thriller
- Durée : 85 minutes
- Date de sortie :
  -  Corée du Sud : 6 août 2008
  -  France : 20 mai 2010 (direct to video)

## Distribution
- Lee Beom-soo : Hwang Chang-wook, le professeur
- Yoon Jung-hee : Choi So-yeong, le professeur d'anglais
- Nam Gyu-ri : Kang I-na
- Kim Bum : Kang Hyeon
- Son Yeo-eun : Yoon Myong-hyo
- Hahm Eun-jung : Kim Ji-won
- Yang Ji-won : Min Hye-Young

## Suite
Le film connaitra une suite nommée Death Bell 2.